# Радул Оксана Іванівна
Оксана Іванівна Радул (нар. 16 вересня 1977, місто Вижниця Чернівецька область) — естрадна співачка, солістка Оркестру Державної служби України з надзвичайних ситуацій.

## Життєпис

### Освіта
- Дев'ять класів середньої школи села Банилів Вижницького району Чернівецької області — 1993.
- Чернівецьке училище мистецтв імені Сидора Воробкевича (1997).
- Київський національний університет культури і мистецтв (2004).

### Кар'єра

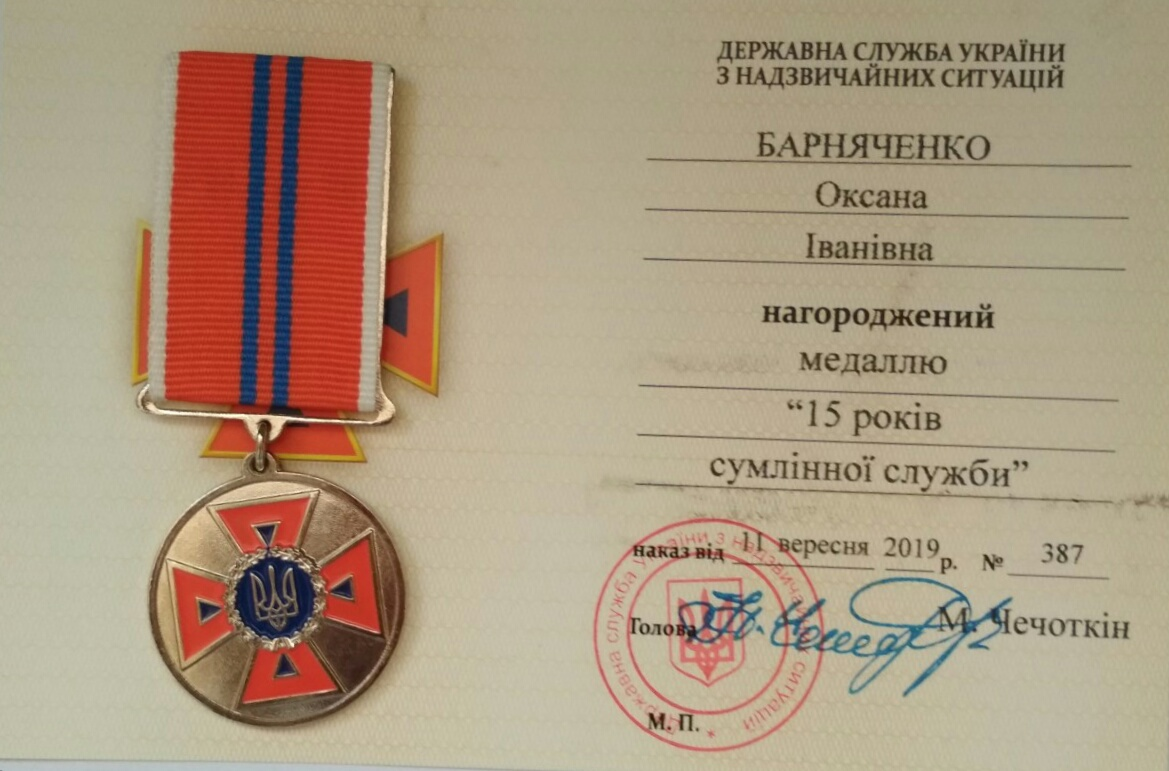
Посвідчення та Медаль Державної служби України цивільного захисту «15 років сумлінної служби», якою згідно з Наказом Голови ДСНС України від 11 вересня 2019 року № 387 нагороджено Барняченко Оксану Іванівну (творчий псевдонім — Оксана Радул)

- З 1997 — вчитель музики (бандура) та співу в музичній і середній школах Вижницького району Чернівецької області. Співала в ресторанах, на корпоративних заходах, брала участь в концертах у Чернівцях, області та в місті Києві.
- З 2003 року по теперішній час — солістка Зразково-показового оркестру МНС України, солістка Центру музичного мистецтва Міністерства України з питань надзвичайних ситуацій та у справах захисту населення від наслідків Чорнобильської катастрофи, солістка Оркестру Державної служби України з надзвичайних ситуацій.
- У 2019 — нагороджена медаллю «15 років сумлінної служби» Посвідчення та Медаль Державної служби України цивільного захисту «15 років сумлінної служби», якою згідно з Наказом Голови ДСНС України від 11 вересня 2019 року № 387 нагороджено Барняченко Оксану Іванівну (творчий псевдонім — Оксана Радул).

## Творчість

### Фестивалі і конкурси
Володарка гран-прі, лауреат, дипломант та учасниця міжнародних і національних музичних конкурсів  
- Молодих виконавців сучасної української естрадної пісні ім. Володимира Івасюка (2000);
- «Золоті трембіти» (2003);
- Єврейського мистецтва «Надія» (2004);
- Духової музики імені Василя Соколика «Фанфари Ялти» (2012);
- «Прем’єра пісні» (2014);
- «Духовні джерела» (2015);
- «Осіннє рандеву» (2017, 2018);
- «Дзвони Чорнобиля» (2021);
- «Доля» (2021) та ін.

### Концерти. Радіо. Телебачення

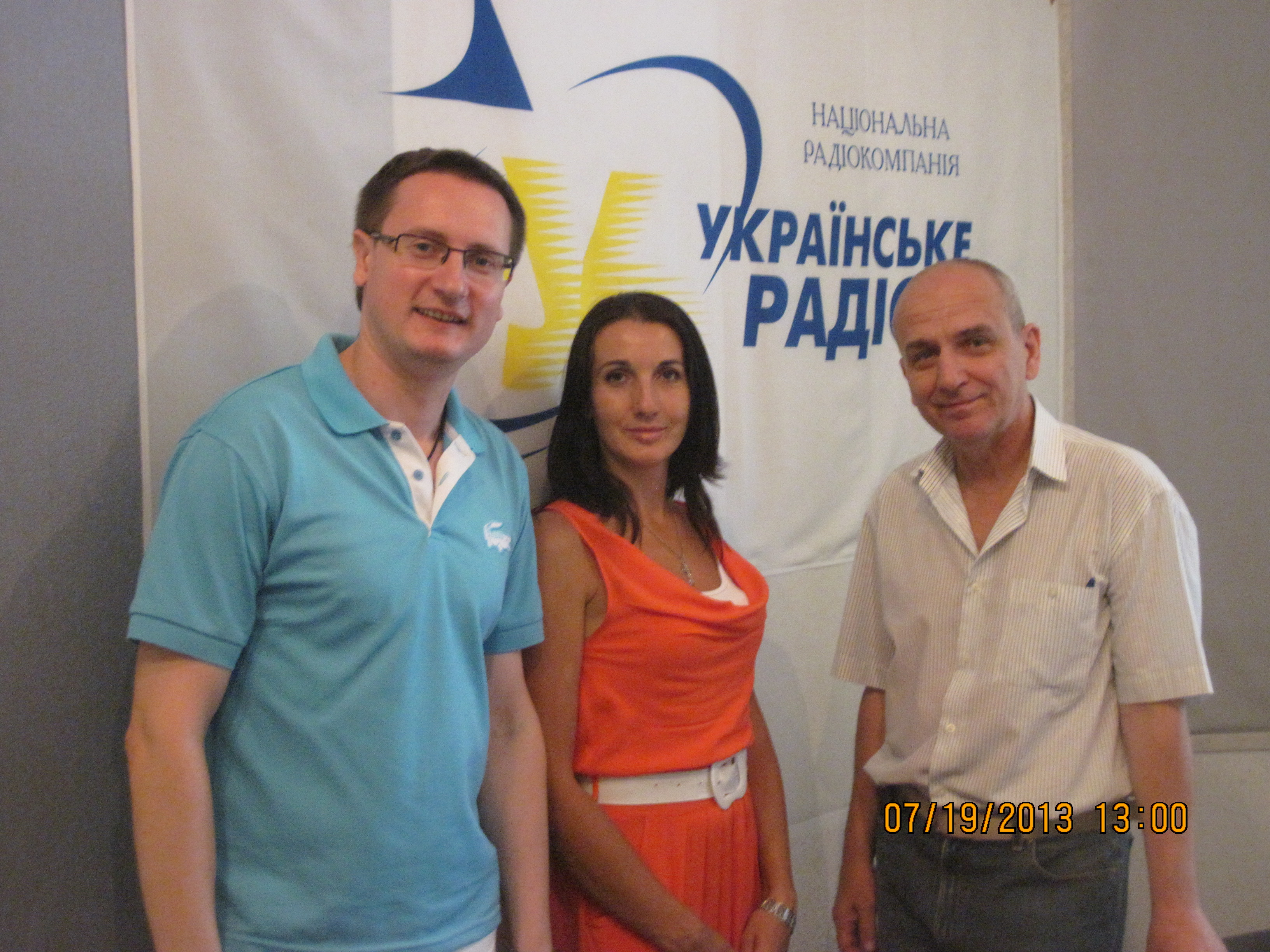
Оксана Радул в студії Національного радіо зі співаком Владом Зайцевим та ведучим Ігорем Стратієм, 2013

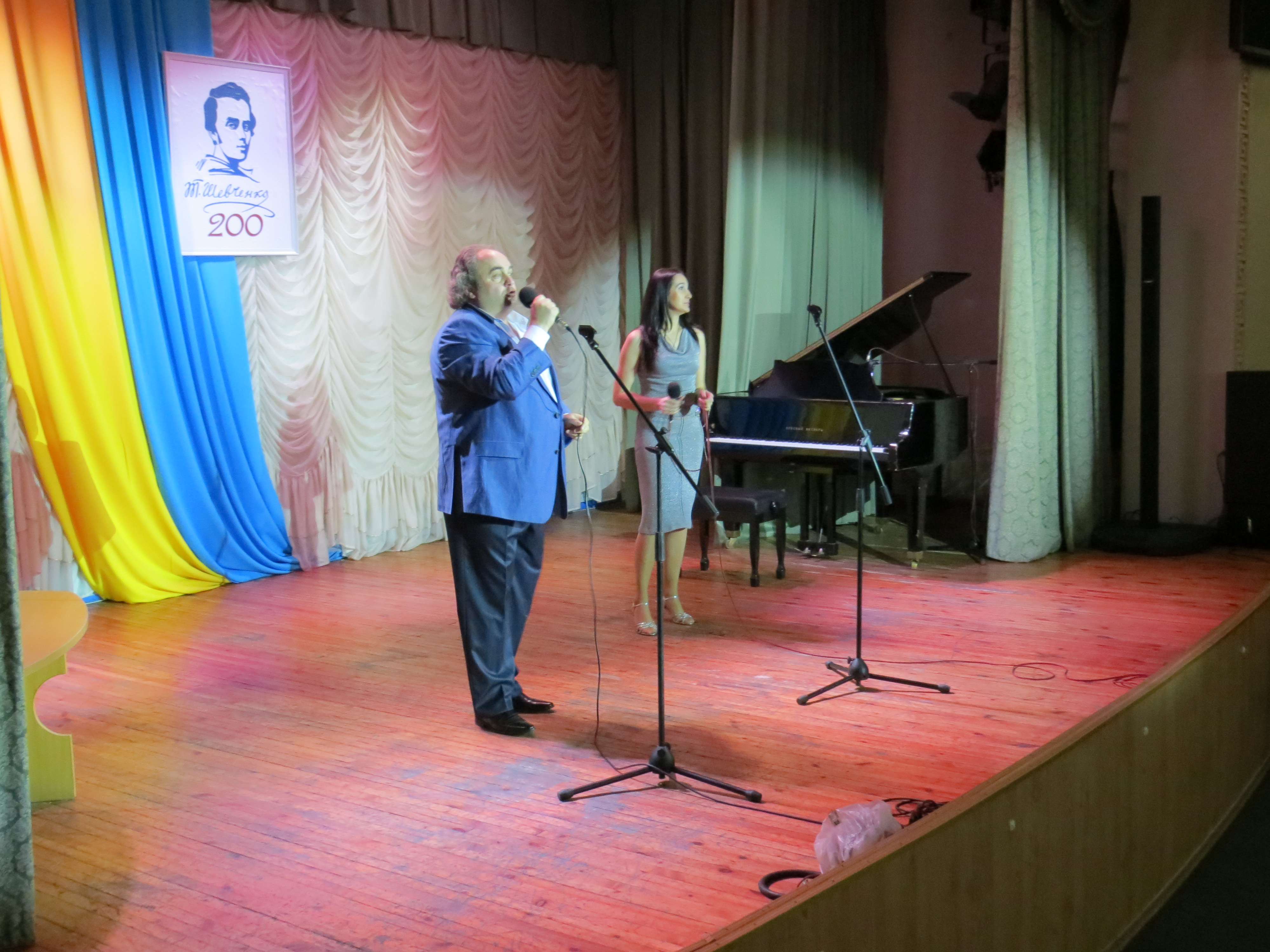
Оксана Радул з Василем Волощуком на вечорі Світлани Мирводи, 2014

Бере активну участь в концертах та урочистостях у складі оркестру та на запрошення режисерів, присвячених Дню рятівника, Дню військової розвідки України, Дню Перемоги, Дню 8 березня, річницям визволення України та Києва від фашистських загарбників, інших концертних та благодійних заходах, починаючи з майданчика Центрального клінічного госпіталю Міністерства оборони України і закінчуючи головною сценою держави в Національному палаці мистецтв «Україна».  
Аудіозаписи та відео-кліпи пісень у виконанні співачки транслюються на каналах центрального телебачення  та радіо, зокрема в авторських програмах радіоведучого Національного радіо України Ігоря Стратія, Віктора Герасимова. 

### Дискографія
- «На згадку про 18 червня»[20](2006).
- «Захистимо Україну»[21] (2006).
- «Показовий оркестр МНС України» (2007).
- «Та музика душі» (2008).
- «Зупинись на хвилину»[22] (2019).

### Виконавиця відомих пісень
- «Пробач мені» (сл. і муз.  Мар'яна Гаденка)[23].
- «Білі акації» (сл.  Зоя Кучерява, муз.  Василя Волощука)[24] [25].
- «Розвідники» (сл. і муз. Володимира Мельникова)[26].
- «Рятувальники» (сл. Володимира Мельникова, муз. Олександра Бурміцького)[27].
- «Бабин яр» (сл. Анатолія Камінчука, муз. Марка Файнера)[28][29].
- «Сад кохання» (сл. Федора Тишка, муз.  Василя Волощука)[30].
- «Небесна сотня» (сл.  Степана Галябарди, муз. Валерія Іванцова)[31].
- «Там, де ти і я» (сл. Володимира Мельникова, муз. Тараса Бойчука)[32].
- «Журавлині крила» (сл. Володимира Мельникова, муз.  Василя Волощука)[33].

### Авторка слів та музики
Наприкінці 2019 року вперше як авторка слів та музики записала пісню «Новорічна казка».

### Відео народних пісень
- «Катюша»[35],
- «Тече вода»[36],
- «Земле моя»[37],
- «За нашов стодолов»[38]
- «Циганський бубон»[39],
- «Мамина коса»[40].